# Tề Vô Khuy
Tề Vô Khuy (chữ Hán: 齊無詭; cai trị: 643 TCN – 642 TCN), tên thật là Khương Vô Khuy hay Khương Vô Quỷ (姜無詭), là vị vua thứ 17 của nước Tề - chư hầu nhà Chu trong lịch sử Trung Quốc.

## Thân thế
Ông là con trai trưởng của Tề Hoàn công – vua thứ 16 nước Tề. Mẹ ông là bà Trưởng Vệ Cơ.

## Tranh đoạt ngôi báu
Dù lớn tuổi nhất nhưng Khương Vô Khuy không được vua cha lập làm thế tử. Ngôi thế tử được Tề Hoàn công trao cho công tử Chiêu – con của Trịnh Cơ. Khi cả Tề Hoàn công và Quản Trọng đã già yếu cùng nhờ Tống Tương công giúp đỡ thế tử Chiêu.
Năm 660 TCN, nước Vệ bị nước Địch đánh, Vệ Ý công bị giết. Tề Hoàn công là bá chủ mang quân sang cứu, lập vua mới là Vệ Đái công. Khương Vô Khuy theo lệnh cha, mang 3000 quân và 500 cỗ xe cứu giúp nước Vệ, chu cấp thực phẩm đồ dùng cho Vệ Đái công.
Sau khi Quản Trọng, Bào Thúc Nha và Thấp Bằng qua đời, Tề Hoàn công lại tin dùng Dịch Nha, Thụ Điêu và Khai Phương. Trưởng Vệ Cơ bèn nhờ Thụ Điêu tác động để Hoàn công lập Vô Khuy. Hoàn công già yếu, sủng ái Thụ Điêu nên hứa lập Vô Khuy.
Tháng 10 năm 643 TCN, Tề Hoàn công qua đời. Dịch Nha và Thụ Điêu bất chấp sự phản đối của bá quan nước Tề, lập Vô Khuy lên ngôi. Một số quan lại phản đối bị giết chết. Thế tử Chiêu chạy sang nước Tống nhờ Tống Tương công giúp đỡ.
Khi Vô Khuy lên ngôi, các công tử Khương Nguyên, Khương Phan, Khương Thương Nhân cùng có ý định tranh giành. Đầu năm 642 TCN, Tống Tương công mang quân sang đánh Tề, đưa thế tử Chiêu về nước. Người nước Tề vốn không ưa Dịch Nha và Thụ Điêu nên các đại thần nước Tề cùng nhau nổi dậy giết chết 2 người. Tề Vô Khuy cũng bị giết chết trong trận binh biến này. Không rõ khi đó ông bao nhiêu tuổi.
Thế tử Chiêu lên ngôi vua, tức là Tề Hiếu công.